# Bari Haken
Bari Haken (バリハケン?) è un manga giapponese di Shin'ya Suzuki edito dalla Shūeisha all'interno della rivista Weekly Shōnen Jump, a partire dall'uscita del 17 marzo 2008, e conclusosi dopo 34 capitoli nel novembre 2008. È stato raccolto in quattro tankōbon.

## Trama
La storia narra di un'otaku a capo di una banda di delinquenti, nascondendo così la sua vera personalità. Il suo obiettivo è quello di trovare una fidanzata che corrisponda alle caratteristiche tipiche di un personaggio di un anime.